# Вініфред Макнейр
Вініфред Макнейр (англ. Winifred McNair; 9 серпня 1877 — 28 березня 1954) — колишня британська тенісистка.
Перемагала на турнірах Великого шолома в парному розряді.

## Фінали турнірів Великого шолома

### Одиночний розряд (1 поразка)
| Результат | Рік   | Турнір               | Покриття | Суперниця               | Рахунок  |
| --------- | ----- | -------------------- | -------- | ----------------------- | -------- |
| Поразка   | 19131 | Вімблдонський турнір | Трава    | Доротія Ламберт Чамберс | 0–6, 4–6 |

### Парний розряд (1 перемога)
| Результат | Рік  | Турнір               | Покриття | Партнерка  | Суперниці                              | Рахунок       |
| --------- | ---- | -------------------- | -------- | ---------- | -------------------------------------- | ------------- |
| Перемога  | 1913 | Вімблдонський турнір | Трава    | Дора Бутбі | Шарлотта Купер Доротія Ламберт Чамберс | 4–6, 2–4 ret. |